# Trey Parker
Trey Parker, rodným jménem Randolph Severn Parker III, (* 19. října 1969 Denver, Colorado, USA) je americký animátor, scenárista, režisér, filmový a televizní producent, hudebník a herec, spoluautor televizního seriálu Městečko South Park, který vytvořil se svým kolegou Mattem Stonem.
Svoji kariéru zahájil v roce 1992, kdy vydal svou prvotinu Ježíš vs. Frosty. Úspěchu se však dočkal až po vydání nezávislého filmu Cannibal! The Musical. Poté vydal ještě Ježíš vs. Santa, což bylo jeho poslední dílo, které vytvořil ještě sám. Odtud začal spolupracovat se svým kamarádem ze školy Mattem Stonem. Spolu vytvořili animovaný televizní seriál Městečko South Park.

## Životopis

### Mládí
Narodil se v Denveru ve státě Colorado jako syn Sharon Parkerové, pojišťovací makléřky a Randyho Parkera, geologa. I zde, ve jménech jeho rodičů a navíc i starší sestry, lze nálézt spojitost se seriálovou postavou Parkerova alter ega Stana Marshe. V Denveru i vyrůstal a navštěvoval zde Berklee College of Music, odkud později přestoupil na University of Colorado, kde se specializoval na hudbu. Nicméně univerzitu nedokončil. A to i přesto, že mu byl nabídnut čestný titul. Ten však odmítl a řekl, že by přijal pouze „pokud to bylo za astrofyziku.“

### Kariéra
V roce 1992 vznikl Ježíš vs. Frosty, kde se poprvé objevily i pozdější hvězdy seriálu South Park, čtyři kluci Stan Marsh, Kyle Broflovski, Kenny McKormick a Eric Cartman. Tento počin vznikl ještě v době jeho studií na univerzitě, kde si ho všiml výkonný manažer televizní stanice Fox, Brian Graden. Ten mu a Stoneovi po zhlédnutí Cannibal! The Musical nabídl vytvořit podobnou show s názvem Time Warped, ale s podmínkou, že bude každý týden vycházet nový díl. Po dvou úvodních dílech byl však seriál zrušen.
Poptávka po jejich tvorbě však neutichla a tak vznikly dva nové nápady. Jednak pokračování Ježíš vs. Frosty, krátký film nazvaný Ježíš vs. Santa, a také show o postavě pana Hankeyho, která se později objevila přímo v South Parku. Nakonec se autoři rozhodli pro South Park a nakonec se show objevila i na obrazovkách televizního programu Comedy Central. Na konci roku 2009 měl South Park 13 sérií a v rámci smlouvy budou vznikat nové díly minimálně do roku 2011.
V roce 1997 vytvořil s Matte Stonem velice kontroverzní film Orgasmo a během vydávání druhé série South Parku si i zahráli ve filmu BASEketball. Velmi důležitým rokem pro South Park se stal rok 1999, kdy byl uveden celovečerní film South Park: Peklo na Zemi, který si svou neotřelostí a invenčním humorem okamžitě získal spoustu fanoušků. Byl nominován na Oscara.
Hlasy v South Parku:
Eric Cartman,
Stan Marsh,
Randy Marsh,
Grampa Marsh,
Clyde Donovan,
Pan Garrison,
Ned Gerblansky,
Dr. Alphonse Mephisto a Kevin,
Pan Hankey,
Santa Claus,
Bůh,
Mr. Mackey,
Stephen Stotch,
Důstojník Barbrady,
Paní Choksondik (2000-2002),
Timmy,
Tuong Lu Kim,
Phillip,
Ďábel,
Paklíč.

## Diskografie
- BASEketball (1998)
- Orgazmo (1998)
- Chef Aid: The South Park Album (1998)
- South Park: Peklo na Zemi (1999)
- Mr. Hankey's Christmas Classics (1999)
- Team America: World Police (2005)

## Filmografie
| Rok  | Název                                   | Role                                              | Poznámky              |
| ---- | --------------------------------------- | ------------------------------------------------- | --------------------- |
| 1992 | Jesus vs. Frosty                        | Herec, Producent, Scenárista                      |                       |
| 1994 | Cannibal! The Musical                   | Režisér, Herec, Producent, Scenárista             |                       |
| 1995 | Jesus vs. Santa                         | Herec, Producent, Scenárista                      |                       |
| 1995 | Time Warped (neodvysíláno)              | Creator, Herec                                    |                       |
| 1996 | Your Studio and You                     | Herec, Scenárista, Režisér                        |                       |
| 1997 | South Park (TV seriál; 1997-současnost) | Spoluautor, Dabér, Scenárista, Režisér, Producent |                       |
| 1997 | Orgazmo                                 | Herec, Scenárista, Producent                      |                       |
| 1998 | BASEketball                             | Herec                                             |                       |
| 1999 | South Park: Peklo na Zemi               | Režisér, Dabér, Scenárista, Producent             |                       |
| 2000 | Even If You Don't                       | Režisér                                           | Hudební video         |
| 2001 | Princess                                | Režisér, Scenárista, Dabér, Producent             | Krátký animovaný film |
| 2001 | That's My Bush! (TV seriál; 2001)       | Spoluautor, Scenárista, Producent                 |                       |
| 2004 | Team America: World Police              | Režisér, Scenárista, Dabér, Producent             |                       |
| 2005 | The Aristocrats                         | Host                                              |                       |